# 元晖 (义宁县公)
元晖（？—？），字叔平，河南郡洛阳县（今河南省洛阳市东）人，追尊魏昭成帝拓跋什翼犍的后裔，北周、隋朝官员。

## 生平
元晖的祖父元琛是北魏恒、朔二州刺史，父亲元翌是西魏尚书左仆射。元晖眉目如画，举止进退有度，十分好学，涉猎各种图书，年少时就在京城赢得美名。宇文泰见到元晖后对他礼遇，让他与自己的儿子们交游相处，常同坐席共笔砚。元晖二十岁左右被征召补官相府中兵参军，随即升任武伯下大夫。当时突厥屡次侵扰为寇，朝廷将要和亲，命令元晖携带文锦彩帛十万匹，出使突厥。元晖向突厥陈述利害，申述国家厚礼相待的意思，可汗大为高兴，派遣高贵的王公随同元晖回朝贡献突厥物产。元晖很快出任仪同三司、賔部下大夫。北周保定初年，大冢宰宇文护引荐元晖为长史，遇到北齐使者前来结盟和好，元晖因为富于才学口辩，与千乘公崔彦穆于天和三年十一月壬子（568年12月25日）一起出使北齐，后升任振威中大夫。周武帝宇文邕聘娶突厥阿史那皇后时，命令元晖馈送聘礼。元晖加开府，转任司宪大夫，等到北周平定关东地区，元晖被朝廷派往安抚召集河北百姓，获封义宁子，食邑四百户。
杨坚总管百官时，加元晖上开府，爵位晋升为公爵。开皇元年二月甲子（581年3月4日），元晖出任都官尚书，兼领太仆。元晖奏请决引杜阳河水灌三畤原，数千顷贫瘠的盐碱地得到灌溉，百姓深受其益。次年，元晖转任左武候将军，仍兼任太仆卿，又很快转任兵部尚书，监督漕运河渠的修建。没多久，元晖因事被定罪免官，很快出任魏州刺史，很有仁政，在任数年，因病离职，一年多以后在京城去世，虚岁六十。隋文帝叹息哀悼了很久，敕令鸿胪监护元晖丧事，谥号元。

## 家庭

### 父亲
- 元翌，西魏尚书右仆射、晋昌王[7]

### 兄弟
- 元某，丹川公[8]

### 儿子
- 元肃，隋朝光禄少卿、义宁县公
- 元仁宗，第二子，隋朝东宫右亲卫[7]
- 元仁器，隋朝日南郡丞

## 延伸阅读
[在维基数据编辑]
 《隋書·卷46》，出自魏徵《隋书》